# Hermachura
Hermachura is een spinnengeslacht in de taxonomische indeling van de bruine klapdeurspinnen (Nemesiidae).
Hermachura werd in 1923 beschreven door Mello-Leitão.

## Soort
Hermachura omvat de volgende soort:
- Hermachura leuderwaldti Mello-Leitão, 1923